# Antoine Durand
 (juillet 2022).
Si vous disposez d'ouvrages ou d'articles de référence ou si vous connaissez des sites web de qualité traitant du thème abordé ici, merci de compléter l'article en donnant les références utiles à sa vérifiabilité et en les liant à la section « Notes et références ».
Pour les articles homonymes, voir Antoine Durand (homonymie) et Durand.
Antoine Durand est un acteur québécois né le 29 décembre 1961. Très actif dans le doublage, il est notamment la voix québécoise de Luke Wilson, Edward Norton, Owen Wilson, Greg Kinnear, Christian Bale, John Leguizamo, Chris Evans, Matthew Broderick, Josh Holloway ainsi qu'une des voix de Peter Sarsgaard, Jon Abrahams, Alan Cumming, Cary Elwes et James Franco.
Il est notamment la nouvelle voix de l'inspecteur Gadget dans la série du même nom (Inspecteur Gadget 3 D).
il est le fils de Luc Durand qui avait doublé l'inspecteur Gadget dans les années 1980.

## Biographie
Antoine Durand a commencé sa carrière à l'âge de 14 ans, dans Alexandre et le roi à Radio-Canada. Il a ensuite joué dans Tape Tambour, une émission jeunesse des années 1980. Plus tard, le public a pu le voir aux côtés de Patricia Tulasne et Roy Dupuis dans le film Comment faire l'amour avec un nègre sans se fatiguer. En 1994, Diane Beaudry l'a choisi pour jouer dans le film Rêve Aveugle. Mais on a pu le voir aussi jouer dans les téléséries Jamais deux sans toi et La Part des anges, pour ne nommer que celles-ci. Il a joué aussi dans plus d'une trentaine de pièces de théâtre de Neil Simon, William Shakespeare, Marie Laberge, Molière entre autres et sa préférée est Le Faucon de Marie Laberge à cause du propos et du défi que ça représentait.
Côté doublage, il est, entre autres, la voix (canadienne francophone) régulière d'Edward Norton de Joseph Fiennes et Christian Bale.
De sa voix juvénile, il double souvent des rôles d'ingénus, de maladroits, surtout quand son personnage doit s'adresser à une femme, et de soumis, même s'il double aussi des films d'action, comme Fight Club par exemple.
Il est le fils du comédien Luc Durand et il succède à son père dans Inspecteur Gadget pour son hommage.

## Filmographie
- 1981 : Tape-tambour : Ripinson
- 1989 : Comment faire l'amour avec un nègre sans se fatiguer : François
- 1990 - 1992 : Jamais deux sans toi (série télévisée)  : Christian Duval
- 1994 : Rêve aveugle
- 1995 - 1996 : Les Héritiers Duval (série télévisée)  : Christian Duval
- 1997 : Albert l'expert (série télévisée) (Version québécoise)  : Albert
- 2001 : Mon meilleur ennemi (série télévisée)  : Félix
- 2001 : La Vie, la vie (série télévisée)  : Daniel Duceppe
- 2004 : Premier juillet, le film : Denis
- 2004 : Classe des Titans (adaptation française de Class of the Titans): Jay (voix)
- 2004 : Le Tour du monde en quatre-vingts jours : Orville Wright (voix)
- 2008 : La Ville fantôme : Frank Herlihy (voix)
- 2010 - 2014 : Toute la vérité : Juge Marchand
- 2014 : Nouvelle Adresse : Dr . Nicolas Déry
- 2019 - 2021 : 5e rang : Chef Pascal Faubert

## Doublage

### Cinéma

#### Films
| - Luke Wilson dans : (20 films) - Frites Maison (1998) : Dorian Montier - Flic ou voleur (1999) : Carlson - Réservé aux chiens (1999) : Andy - Mon chien Skip (2000) : Dink Jenkins - Folle de lui ! (2000) : Carl - Blonde et légale (2001) : Emmett Richmond - Erreur mortelle (2001) : Preston Tylk - L'entre-mondes (2001) : Jude - Alex & Emma (2003) : Alex Sheldon / Adam Shipley - Blonde et légale 2 : Rouge, blanc et blonde (2003) : Emmett Richmond - Une soirée parfaite (2003) : Stanley - Le tour du monde en 80 jours (2004) : Orville Wright - La Famille Stone (2005) : Ben Stone - Chouette (2006) : Delinko - Ma super ex-copine (2006) : Matt Saunders - Joyeuses funérailles (2010) : Derek - Commotion (2015) : Roger Goodell - Zombieland : Le doublé (2019) : Albuquerque - Horizon : Une saga américaine, chapitre 1 (2024) : Matthew Van Weyden - Edward Norton dans : (15 films) - Larry Flynt (1996) : Alan Isaacman - Dernier tour de table (1998) : l'Asticot - Génération X-trême (1998) : Derek Vinyard - Fight Club (1999) : Jack, le narrateur - Le grand coup (2001) : Jack Teller - Mort à Smoochy (2002) : Sheldon Mopes - Frida (2002) : Nelson Rockefeller - Un boulot à l'italienne (2003) : Steve Frezelli - L'Illusionniste (2006) : Eisenheim - L'Incroyable Hulk (2008) : Bruce Banner / Hulk - En toute loyauté (2008) : Lieutenant Ray Tierney - Escrocs en herbe (2010) : les jumeaux Bill et Brady Kincaid - Stone (2011) : Stone - La peur dans la peau : L'héritage de Bourne (2012) : colonel Eric Byer - Beauté cachée (2016) : Whit Yardsham - Asteroid City (2023) : Conrad Earp - Owen Wilson dans : (14 films) - Derrière les lignes ennemies (2001) : lieutenant Chris Burnett - Garçons sans honneur (2005) : John Beckwith - Une nuit au musée (2006) : Jedediah - Drillbit Taylor (2008) : Drillbit Taylor - Marley et moi (2008) : John Grogan - Une nuit au musée : La bataille du Smithsonian (2009) : Jedediah - Marmaduke (2010) : Marmaduke (voix) - Comment savoir (2010) : Matty - La petite famille (2010) : Kevin Rawley - Le passe-droit (2011) : Rick Mills - La grande année (2011) : Kenny Bostick - Le stage (2013) : Nick Campbell - Une nuit au musée : Le secret du tombeau (2014) : Jedediah - Marie-moi (2022) : Charlie Gilbert - Christian Bale dans : (13 films) - Batman : Le commencement (2005) : Bruce Wayne / Batman - Le Nouveau Monde (2006) : John Rolfe - Le Prestige (2006) : Alfred Borden - Secours à l'aube (2007) : Lieutenant Dieter Dengler - 3:10 pour Yuma (2007) : Dan Evans - Le Chevalier noir (2008) : Bruce Wayne / Batman - Terminator Rédemption (2009) : John Connor - Ennemis Publics (2009) : Melvin Purvis - L'ascension du Chevalier Noir (2012) : Bruce Wayne / Batman - Au cœur du brasier (2013) : Russell Baze - Exodus: Gods and Kings (2014) : Moïse - Hostiles (2017) : capitaine Joseph J. Blocker - Ford contre Ferrari (2019) : Ken Miles - Greg Kinnear dans : (12 films) - Garde Betty (2000) : Dr. David Ravell / George McCord - Le Don (2001) : Wayne Collins - Quelqu'un comme toi (2001) : Ray Brown - Nous étions soldats (2002) : Major Bruce Crandall - Adam (2004) : Paul Duncan - Maman porteuse (2008) : Rob Ackerman - La ville fantôme (2008) : Frank Herlihy - La Zone verte (2010) : Clark Poundstone - La dernière chanson (2010) : Steve Miller - Je ne sais pas comment elle fait (2011) : Richard Reddy - Une drôle de prof (2013) : Dr Tom Sherwood - Crise (2021) : Dean Geoff Talbot - John Leguizamo dans : (10 films) - Le Fanatique (1996) : Manny - Roméo + Juliette de William Shakespeare (1996) : Tybalt - Le pire qu'il pourrait arriver... (2001) : Berger - Moulin Rouge (2001) : Toulouse-Lautrec - Craqué (2003) : Spider Mike - Les garçons d'honneur (2006) : TC - L'amour aux temps du choléra (2007) : Lorenzo Daza - Kick-Ass 2 (2013) : Javier - Sœurs (2015) : Dave - Jouer avec le feu (2019) : Rodrigo Torres - Ô violente nuit (2022) : Jimmy Martinez alias « M. Scrooge » - Chris Evans dans : - Pas encore un film d'ados ! (2001) : Jake Wyler - Le Cellulaire (2004) : Ryan - Le journal d'une Nanny (2007) : Hayden - Push : La division (2007) : Nick Grant - Rois de la rue (2008) : Détective Diskant - Les Losers (2010) : Jensen - C'est quoi ton numéro ? (2011) : Colin Shea - Peter Sarsgaard dans : - Le Centre de l'Univers (2001) : Richard Longman - Kinsey (2004) : Clyde Martin - Plan de vol (2005) : Carson - L'Orpheline (2009) : John Coleman - Nuit et jour (2010) : Fitzgerald - Green Lantern (2011) : Dr. Hector Hammond - Matthew Broderick dans : - Godzilla (1998) : Dr. Nick Tatopoulos - Les Producteurs (2005) : Leo Bloom - Marie et Bruce (2009) : Bruce - Margaret (2011) : John - Cambriolage dans la tour (2011) : M. Fitzhugh - Jon Abrahams dans : - Film de peur (2000) : Bobby Prinze - Le Peuple des ténèbres (2002) : Billy Parks - La fille de mon patron (2003) : Paul - La Maison de cire (2005) : Dalton Chapman - Le grand jour (2007) : Pockets - Alan Cumming dans : - Titus (2000) : Saturninus - Josie et les Pussycats (2001) : Wyatt Frame - Soirée d'anniversaire (2001) : Joe Therrian - Nicholas Nickleby (2003) : M. Folair - L’âme sœur (2007) : Gordy - Tim Guinee dans : - Blade (1998) : Dr. Curtis Webb - Échelle 49 (2004) : Capitaine Tony Corrigan - La porte des étoiles : L'arche de la vérité (2008) : Tomin - Fragments (2009) : Aaron Hagen - Iron Man 2 (2010) : Major Allen - Cary Elwes dans : - The Crush (1993) : Nick Eliot - Décadence (2004) : Dr. Lawrence Gordon - Edison (2006) : Jack Reigert - Décadence 3D : Le dernier chapitre (2010) : Dr. Lawrence Gordon - Noël Tragique (2019) : le professeur Gelson - Josh Holloway dans : - Murmure fatal (2007) : Max Truemont - Paranoïa (2013) : Agent Gamble - Le combat de l'année (2013) : Jason Blake - Sabotage (2014) : Eddie « Neck » Jordan - Michael Kelly dans : - L'Échange (2008) : Lieutenant Lester Ybarra - Tenderness (2010) : Gary - Bureau de contrôle (2011) : Charlie Traynor - Insaisissable (2013) : Agent Fuller - Don McKellar dans : - Minuit (1998) : Patrick Wheeler - L'aveuglement (2008) : le voleur - La cuisine de Stella (2010) : Michael Laffont - Perdu avec toi (2012) : Phil - Jonny Lee Miller dans : - Lettres de Mansfield Park (1999) : Edmund Bertram - Dracula 2000 (2000) : Simon Sheppard - Psycho-traqueurs (2005) : Lucas Harper - Ombres et ténèbres (2012) : Roger Collins - Jon Bon Jovi dans : - U-571 (2000) : Lieutenant Pete Emmett - Payez au suivant (2000) : Ricky McKinney - Crier au loup (2005) : Rich Walker - Scott Caan dans : - Partis en 60 secondes (2000) : Tumbler - Hors-la-loi américains (2001) : Cole Younger - Novocaïne sur les dents (2001) : Duane Ivey - Kevin Dillon dans : - Mission S.A.U.V.E.T.A.G.E. (1988) : J.J. Merrill - Absolom 2022 (1994) : Casey - Palace pour chiens (2009) : Carl Scudder - Joseph Fiennes dans : - Shakespeare et Juliette (1998) : William Shakespeare - L'ennemi aux portes (2001) : Commissaire Danilov - Le Grand Raid (2005) : Commandant Gibson - James Franco dans : - Spider-Man (2002) : Harry Osborn - Spider-Man 2 (2004) : Harry Osborn - Spider-Man 3 (2007) : Harry Osborn / Le Nouveau Bouffon - Adam Harrington dans : - Saint-Valentin (2001) : Jason Marquette - Comment survivre à sa mère (2007) : Michael - La vérité toute crue (2009) : Jack Magnum - Jamie Kennedy dans : - Trois Rois (1999) : Walter Wogaman - Le passager (1999) : Député Jim Banks - Le fils du Masque (2005) : Tim Avery - Ashton Kutcher dans : - La fille de mes rêves (2000) : Jim Morrison - Bobby (2006) : Fisher - Jobs (2013) : Steve Jobs - Jason Lee dans : - Ennemi de l'État (1998) : Zavitz - L'attrapeur de rêves (2003) : Beaver - Flics en service (2010) : Roy - George Newbern dans : - Escapade d'un soir (1987) : Dan Lynch - Le père de la mariée, tome 2 (1995) : Bryan MacKenzie - Des lucioles dans le jardin (2012) : Jimmy - Tom Everett Scott dans : - Le clan des millionnaires (2000) : Michael - Cherche homme parfait (2007) : Jason - Surveillance parentale (2012) : Phil Simmons - Ben Shenkman dans : - Oncle Roger (2002) : Donovan - Un homme sans exception (2010) : Peter Hartofilias - Blue Valentine : Une histoire d'amour (2011) : Dr. Sam Feinberg - Dax Shepard dans : - L'employé du mois (2006) : Vince - Allons en prison (2006) : John Lyshitski - Délits et fuite (2012) : Charlie Bronson / Yul Perkins - Chris Messina dans : - Un amour de témoin (2008) : Dennis - La petite Arabe (2008) : Barry - Une attention particulière (2021) : Dean Ericson - Jason Blicker dans : - Mes copains américains (1989) : Marty Kaplan - Dans l'ombre (2012) : Simon | - Marc Blucas dans : - L'amour à coup sûr (2001) : Miles - Profession : Hôtesse de l'air (2003) : Tommy Boulay - William Fichtner dans : - La Chute du faucon noir (2002) : Jeff Sanderson - Crash (2005) : Flanagan - Hill Harper dans : - Steel (1997) : Slats - Le clan des Skulls (2000) : Will Beckford - John Michael Higgins dans : - Des hommes d'influence (1998) : John Levy - Nous avons acheté un zoo (2011) : Walter Ferris - Rhys Ifans dans : - Le petit Nicky (2000) : Adrian - La foire aux vanités (2004) : William Dobbin - Mel Jackson dans : - Débarrasse-nous d'Éva (2003) : Tim - A Good Man Is Hard to Find (2008) : Jasper King - Justin Louis dans : - Chestnut : le héros de Central Park (2006) : Matt Tomley - Le marécage (2007) : Noah Pitney - John Lynch dans : - Les portes du destin (1998) : Gerry - Lassie (2006) : Sam Carraclough - Sean O'Bryan dans : - Le journal d'une princesse (2001) : Professeur Patrick O'Connell - Le journal d'une princesse 2: Les fiançailles royales (2004) : Patrick O'Connell, le beau-père de Mia - Leland Orser dans : - Le Désosseur (1999) : Richard Thompson - Le Maître du jeu (2003) : Lamb - Joaquin Phoenix dans : - Signes (2002) : Merrill Hess - Soldats sans bataille (2003) : Ray Elwood - Jeremy Renner dans : - La folle excursion de National Lampoon (1995) : Mark D'Agastino - Les Avengers: Le film (2012) : Clint Barton / Œil de Faucon - Daniel Roebuck dans : - L'agent Cody Banks (2003) : M. Banks - L'agent Cody Banks 2 : Destination Londres (2004) : M. Banks - Kerr Smith dans : - Destination ultime (2003) : Carter Horton - Meurtres à la St-Valentin (2009) : Axel Palmer - Eric Stoltz dans : - Anaconda (1997) : Professeur Steven Cale - Pour le meilleur ou pour le pire (2005) : William Davis - James Van Der Beek dans : - Les pros du collège (1999) : Jonathon Moxon - Jay et Bob contre-attaquent (2001) : Lui-même - Donnie Wahlberg dans : - Rançon (1996) : Cubby Barnes - Silence de mort (2007) : Détective Jim Lipton - 1988 : Heartbreak Hotel : Tony Vandelo (Noel Derecki) - 1988 : La guerre du chocolat : Goober (Corey Gunnestad) - 1990 : Hello Mary Lou : Le bal de l'horreur 3 : Andrew Douglas (Dylan Neal) - 1990 : H : Snake (Martin Neufeld) - 1990 : Memphis Belle : Sergent Richard Moore (Sean Astin) - 1991 : L'école de ski s'envoie en l'air : John E. Roland (Tom Bresnahan) - 1991 : Quand l'habit fait l'espion : Kent (Oliver Dear) - 1991 : Princes en exil : Tyler (Andrew Miller) - 1991 : Le Défilé : Benjamin (Mitchell Whitfield) - 1992 : Malcolm X : Benjamin 2X (Jean-Claude La Marre) - 1993 : Le protecteur traqué : Billy (Anthony Starke) - 1993 : Evil Dead III : L'armée des ténèbres : Arthur (Marcus Gilbert) - 1993 : Le Gendre : Travis (Dan Gauthier) - 1994 : Le bagarreur de rue : Ryu (Byron Mann) - 1995 : L'Épidémie : Jimbo Scott (Patrick Dempsey) - 1995 : Chute libre : Bobby (Michael Imperioli) - 1995 : Fantaisies au bout du fil : Martin Weiner (Dan Gunther) - 1995 : Un lien indestructible : Russell Clifton (Vincent Spano) - 1995 : Pleure, ô pays bien-aimé : Absolom Kumalo (Eric Miyeni) - 1996 : Décision au sommet : Sergent Louie (B. D. Wong) - 1996 : Eddie : Jamal Duncan (Vernel Singleton) - 1996 : D3 : Les Mighty Ducks 3 : Guy Germaine (Garette Ratliff Henson) - 1996 : Célibataires en cavale : Mike (Jon Favreau) - 1996 : Jerry Maguire : Chad (Todd Louiso) - 1997 : Panne Fatale : Député Len Carver (Kim Robillard) - 1997 : Embrasse-moi Gino : Pino (Anthony DeSando) - 1997 : L'homme fusée : Gordon A. Peacock (Blake Boyd) - 1997 : Jeunesse en folie : Lester Jr. (Dave Cox) - 1997 : Frissons 2 : Joel (Duane Martin) - 1998 : Marie a un je-ne-sais-quoi : Tucker (Lee Evans) - 1999 : La mince ligne rouge : Pvt. Train (John Dee Smith) - 1999 : Un visiteur extraordinaire : Jean-Baptiste (Raoul Bhaneja (en)) - 1999 : Terre : Rustom Sethna (Arif Zakaria) - 2000 : Frissons 3 : Roman Bridger (Scott Foley) - 2000 : Terre, champ de bataille : Robert le renard (Richard Tyson) - 2000 : Shaft : Trey Howard (Mekhi Phifer) - 2000 : La Tempête : Alfred Pierre (Allen Payne) - 2000 : Le tout pour le tout : Cliff (Jesse Bradford) - 2000 : En souvenir des Titans : Gerry Bertier (Ryan Hurst) - 2000 : L'honneur à tout prix : Hanks (David Conrad) - 2001 : Chocolat : Père Henri (Hugh O'Conor) - 2001 : Antitrust : Larry Banks (Tygh Runyan) - 2001 : Blessures Fatales : Matt Montini (David Vadim) - 2001 : Dites-moi que je rêve : Jack Mitchelson (Eddie Cibrian) - 2001 : Le Suppléant 4 : Une option sur la victoire : Frey (Brian Beegle) - 2001 : À propos d'Adam : le commentateur - 2001 : Pearl Harbor : Lieutenant Red Winkle (Ewen Bremner) - 2001 : Mondes Possibles : Williams (Rick Miller) - 2001 : Anthrax : Sergent Craig Anderson (Cameron Daddo) - 2001 : Au volant avec les gars : Tommy Butcher (Peter Facinelli) - 2001 : Poèmes pour Iris : Dr. Gudgeon (Kris Marshall) - 2001 : Le Majestic : Elvin Clyde (Bob Balaban) - 2002 : Le combat du Lieutenant Hart : Capitaine R.G. Sisk (Sam Jaeger) - 2002 : Flics en direct : Ray (Nestor Serrano) - 2002 : Les Voyous de Brooklyn : Bobby (Brad Renfro) - 2002 : Régina ! : Nonni (Magnús Ólafsson) - 2002 : La voix des vents : Pappas (Mark Ruffalo) - 2002 : Dupli-Kate : Max (James Roday) - 2002 : Scooby Doo : Voodoo Maestro (Miguel A. Nunez Jr.) - 2002 : Ecks contre Sever : Affrontement mortel : Agent Harry Lee (Terry Chen) - 2002 : Sweet Home Alabama : Barry Lowenstein (Kevin Sussman) - 2002 : L'Expérience : Tarek Fahd (Moritz Bleibtreu) - 2002 : Bienvenue à Collinwood : Basil (Andy Davoli) - 2002 : Le Club des empereurs : Martin Blythe, vieux (Steven Culp) - 2003 : Narco : Eugene « Deacon » Sheps (Bishop Brigante) - 2003 : Bleu sombre : Darryl Orchard (Kurupt) - 2003 : Le virus : Roland / Oliver (Gary Daniels) - 2003 : Mambo Italiano : Angelo Barberini (Luke Kirby) - 2003 : La ligue des gentlemen extraordinaires : Sanderson Reed (Tom Goodman-Hill) - 2003 : Mauvais Garçons 2 : Détective Mateo Reyes (Yul Vazquez) - 2003 : Ça Planche ! : Greg (Sasha Jenson) - 2003 : Freddy contre Jason : Will Rollins (Jason Ritter) - 2003 : À toute épreuve : Rob (Joris Jarsky) - 2003 : Prisonniers du temps : Andre Marek (Gerard Butler) - 2003 : Temps limite : Chae (John Billingsley) - 2003 : Blizzard : Jeremy (Jonathan Wilson) - 2003 : Les demoiselles du château : Simon Cotton (Henry Thomas) - 2004 : MXP : Mon extrême primate : Edward (Robby Benson) - 2004 : Entre sœurs II : Déchaînées : Tyler (Eric Johnson) - 2004 : Intermède : Oscar (David Wilmot) - 2004 : Le Roi Arthur : Tristan (Mads Mikkelsen) - 2004 : Anacondas : À la poursuite de l'orchidée de sang : Dr. Ben Douglas (Nicholas Gonzalez) - 2004 : Le bon pasteur : Père Andrews (Von Flores) - 2004 : Rage Meurtrière : Matthew Williams (William Mapother) - 2005 : Maléfice : Kyle (Michael Rosenbaum) - 2005 : Miss personnalité 2 : Armée et fabuleuse : Jeff Foreman (Enrique Murciano) - 2005 : Cris et coups de pieds : John Ryan (Phill Lewis) - 2005 : La conspiration du silence : David Foley (Jason Barry) - 2005 : Catastrophe naturelle : Tornade : Josh (Daniel Bernhardt) - 2005 : Le bon perdant : Louis Lewis (David Wain) - 2005 : Jarhead : Chris Kruger (Lucas Black) - 2005 : Les fantômes du passé de Dickens : William Burdette-Coutts (Seann Gallagher) - 2005 : Cake : La vie, c'est du gâteau : Ian (David Sutcliffe) - 2006 : Traitrise : Tom Blanchette (Hugh Thompson) - 2006 : Quelle vie de chien : Dr. Kozak (Robert Downey Jr.) - 2006 : Basic Instinct 2 : Peter Ristedes (Iain Robertson) - 2006 : Bonne chance Slevin : Max (Scott Gibson) - 2006 : Serpents à bord : Hank Harris (Bobby Cannavale) - 2006 : La nuit des morts vivants en 3D : Johnny (Ken Ward) - 2006 : Le retour des braves : Tommy Yates (Brian Presley) - 2007 : Les fils de l'homme : Ian (Paul Sharma) - 2007 : Coup fumant : Hollis Elmore (Martin Henderson) - 2007 : Inconnus : Bobby Kinkade (Jeremy Sisto) - 2007 : Partition : Gian Singh / Mohammad Hassan (Jimi Mistry) - 2007 : Le Vétéran : Denis McBride (Colin Glazer) - 2007 : Le Quatuor : Cameron Towers (John Shaw) - 2007 : Je vous déclare Chuck et Larry : Chuck Levine (Adam Sandler) - 2007 : Condamnés à mort : Heco (Hector Atreyu Rui) - 2007 : Walk Hard : L'histoire de Dewey Cox : Dave (Matt Besser) - 2008 : Cloverfield : Rob Hawkins (Michael Stahl-David) - 2008 : Deux Sœurs pour un roi : Sir Thomas Boleyn (Mark Rylance) - 2008 : Des anges dans la neige : Inspecteur Burns (Brian Downey) - 2008 : Le bal de l'horreur : Michael (Kelly Blatz) - 2008 : Ananas Express : Ken (Ken Jeong) - 2008 : Le Rocker : Billy (Jon Glaser) - 2008 : Le Chihuahua de Beverly Hills : Monte - 2009 : Jeux de pouvoir : Stephen Collins (Ben Affleck) - 2009 : Ma vie en ruines : Marc (Brian Palermo) - 2009 : Des extraterrestres dans le grenier : Tazer - 2009 : Un homme sérieux : M. Park (Steve Park) - 2009 : Les 2 font la père : Adam Devlin (Justin Long) - 2010 : Année Bissextile : Declan (Matthew Goode) - 2010 : Sous haute protection : Trevor (Brian Keith Gamble) - 2010 : Robin des bois : Will Scarlet (Scott Grimes) - 2010 : Sexe à New York 2 : Aidan Shaw (John Corbett) - 2010 : Prince of Persia : Les sables du temps : Hassansin (Thomas DuPont) - 2010 : Just Wright : Nelson Kaplan (Michael Landes) - 2010 : Secretariat : Andy Beyer (Eric Lange) - 2010 : Yogi l'ours : Maire Brown (Andrew Daly) - 2011 : Mission : Los Angeles : Joe Rincon (Michael Pena) - 2011 : Bleu d'enfer 2 : Joel (Gideon Emery) - 2011 : La Chose : Colin (Jonathan Lloyd Walker) - 2011 : Jack et Jill : Funbucket (Norm MacDonald) - 2012 : Possession : Dr. Rajan (Dhirendra) - 2012 : Total Recall : Mémoires programmées : Marek (Will Yun Lee) - 2012 : Argo : Joe Stafford (Scoot McNairy) - 2012 : Projet X : le père de Thomas (Peter Mackenzie) - 2013 : Atlas Shrugged: Part II : Quentin Daniels (Diedrich Bader) - 2013 : Un duo d'enfer : Jason Mullins (Michael Rapaport) - 2013 : Capitaine Phillips : Ken Quinn (Corey Johnson) - 2014 : Le fils de Dieu : Caïaphas (Adrian Schiller) - 2014 : La grande séduction à l'anglaise : Joe (Steve O'Connell) |

#### Films d'animation
- 1987 : Les Calinours au pays des merveilles : Grognours
- 1989 : Le trésor des marécages : Jonathan Souleyman
- 1997 : Hercule de John Musker et Ron Clements : Hercule (adulte)
- 1998 : Pokémon, le film : Mewtwo contre-attaque : James
- 1999 : Pokémon 2 : Le Pouvoir est en toi : James
- 2000 : Métal Hurlant F.A.K.K.2 : Saint Germain
- 2000 : Pokémon 3 : Le Sort des Unowns : James
- 2000 : Pokémon : Le Retour de Mewtwo : James
- 2001 : Pokémon : Celebi, la voix de la forêt : James
- 2002 : Les Héros Pokémon : James
- 2003 : Les 101 Dalmatiens 2 : Pongo
- 2003 : Pokémon : Jirachi, le génie des vœux : James
- 2003 : Mon frère l'ours : Denahi
- 2004 : Gang de requins : Frankie
- 2004 : Pokémon : La Destinée de Deoxys : James
- 2005 : Robots : Ratchet
- 2006 : La Vie sauvage : Stan
- 2006 : Arthur, Pal a disparu ! : Papa
- 2007 : Drôle d'abeille : Adam Flayman
- 2013 : Mission Dindons : Reggie
- 2016 : Comme des bêtes : Max
- 2016 : Party de saucisses : Sammy Bagel Junior
- 2017 : Ferdinand : Paco
- 2018 : Teen Titans Go! Le Film : Aquaman
- 2020 : En avant : Gaxton
- 2023 : L'Étrange Noël du petit Batman: Batman

### Télévision

#### Téléfilms
- 1989 : L'été des victoires : Myron (Elliott Hurst)
- 1991 : Meurtres en dentelle : Dylan Wiatt (Peter Outerbridge)
- 1993 : Mission top secret : Mike (Ivaylo Founev)
- 1994 : Le silence de la liberté : Ken Ryan (Corin Nemec)
- 1997 : Les Braqueurs : Larry (Colin Cunningham)
- 1998 : Burnt Eden : Mario (Fedja van Huêt)
- 1999 : Une vie sacrifiée : La vie de David Milgaard : David Milgaard (Ian Tracey)
- 1999 : Bonanno : L'histoire d'un parrain : Joseph Bonanno, de 17 à 27 ans (Bruce Ramsay)
- 1999 : Un rêve abîmé : Sheldon Kennedy (Jonathan Scarfe)
- 2002 : La course aux enfants : Mike Kennelly (Terry Simpson)
- 2007 : La Maison du secret : Philip (Dean McDermott)
- 2007 : Confiance aveugle : Détective Getty (Carlo Mestroni)
- 2008 : L'obsession d'une mère : Larry Nowack (Cameron Daddo)
- 2013 : L'heure du crime : Stephen Choi (Terry Chen)

#### Téléfilms d'animation
- 1990 : Les personnages animés préférés à la rescousse : Simon

#### Séries télévisées
- 1988 : Campus : Kevin Waters (David Lipper)
- 1994 : Les jumelles Dionne : Nelson (Richard Jutras) (mini-série)
- 1995 : The Tomorrow People : Frank (Ron Berglas)
- 1997 : Au nord du 60e : Constable James Harper (Peter Kelly Gaudreault)
- 2004 - 2005 : Brigade spéciale : Constable Ray Chase (Tahmoh Penikett)
- 2004 - 2006 : Les leçons de Josh : Eric (Andrew Tarbet)
- 2008 - 2009 : La limite : Eddie (Von Flores)
- 2010 : Les Tudors : Richard Rich (Rod Hallett) (seulement la saison 4 a été doublée au Québec[1])
- 2011 : Médecins de combat : Capitaine Bobby Trang (Terry Chen)
- 2023 : Loki : Don / Mobius (Owen Wilson)

#### Séries d'animation
- 1985 - 1986 : G.I. Joe : Flambeau
- 1996 - 2002 : Arthur : Binky Barnes (saisons 1 à 6)
- 2000 : Pour le meilleur et pour le pire : Weed
- 2001 : La Clique : Duggler
- 2001 : Sacré Andy ! : Shérif Steve Rowgee Jr.
- 2005 - 2008 : Classe des Titans : Jay
- 2005 - 2006 : Star ou Boucher : Jean-Guy
- 2007 - 2008 : Les Fouineurs : Sam
- 2007 - 2009 : Rick et Steve : Dr. Hunk
- 2007 - 2008 : L'Île des défis extrêmes : Louis Mercier
- 2009 - 2010 : Célibataire cherche : Anderson Anderson
- 2009 - 2010 : Défis extrêmes : Action : Louis Mercier
- 2010 - 2011 : Défis extrêmes : La Tournée mondiale : Louis Mercier
- 2012 : Mudpit : Slime
- 2012 : Défis extrêmes : Retour à l'île : Louis Mercier
- 2013 : Les étoiles des défis extrêmes : Louis Mercier
- 2014 : Défis extrêmes : L'Île de Pahkitew : Louis Mercier
- 2015 : Inspecteur Gadget : Inspecteur Gadget

### Jeux vidéo
- 2012 : Assassin's Creed III : Edward Braddock

## Récompenses et Nominations

### Récompenses
Prix Hommage Ronald, dédié à la mémoire de son père, Luc Durand